# Pterolophia fasciata
Pterolophia fasciata là một loài bọ cánh cứng trong họ Cerambycidae.